# Placa sudamericana

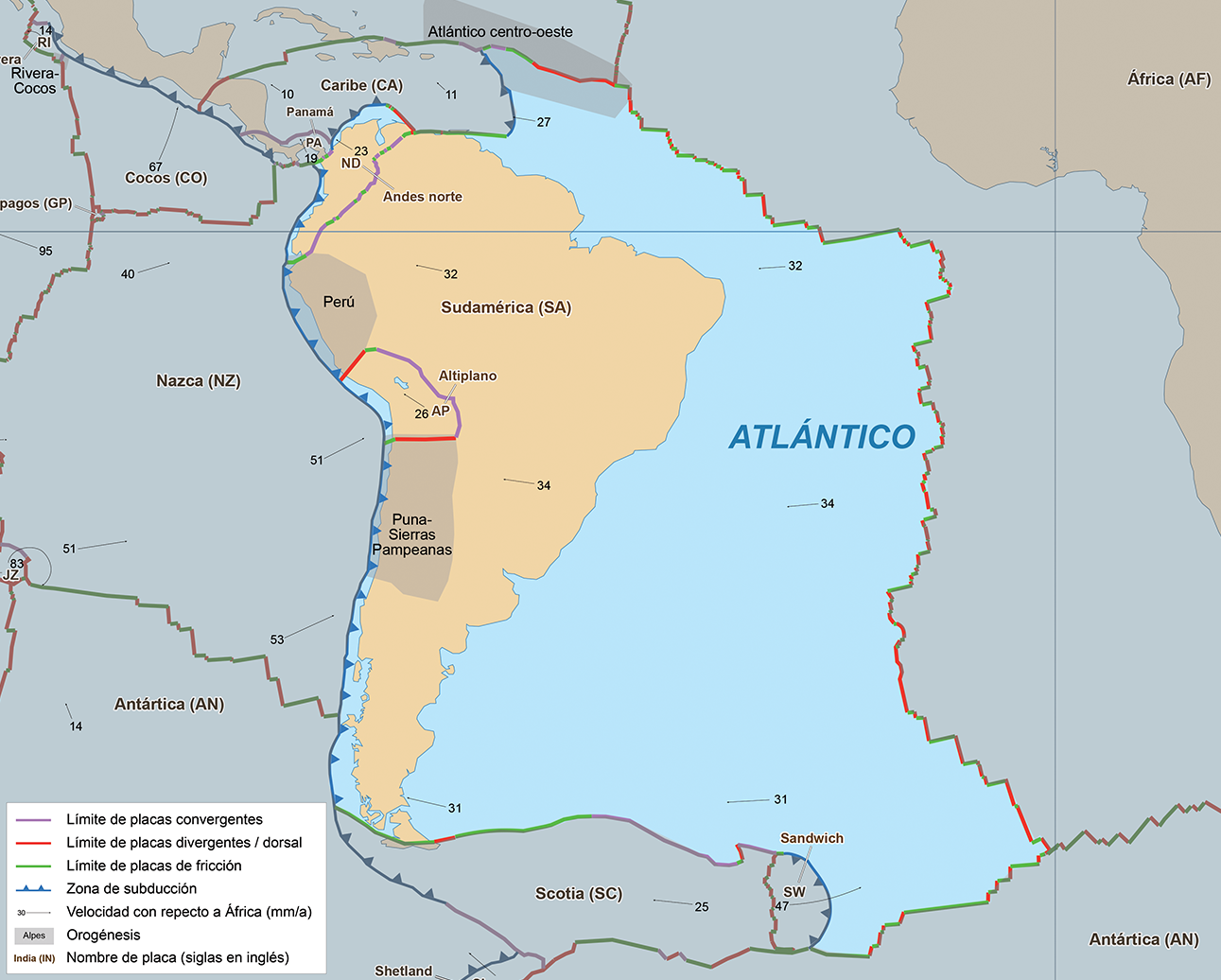
Placa tectónica de Sudamérica

La placa sudamericana o placa suramericana es una placa tectónica que abarca dicho subcontinente y la porción del océano Atlántico Sur comprendida entre la costa sudamericana y la dorsal mesoatlántica. El límite convergente en el oeste ha generado dos notables fenómenos: la cordillera de los Andes y la fosa peruano-chilena; mientras que en el este el límite divergente con la placa africana permitió la aparición del océano Atlántico y, posteriormente, la dorsal mesoatlántica.

## Límites
- Al norte, la del Caribe y la norteamericana.
- Al sur, la antártica y la Placa Scotia.
- Al este, la africana.
- Al oeste, la de Nazca (la cual está incrustada bajo la placa sudamericana).

## Movimiento y características
La placa sudamericana está moviéndose hacia el occidente.[cita requerida]
La placa de Nazca es más densa y se está moviendo hacia el oriente por lo que está subduciendo bajo el borde occidental de la placa sudamericana a un ritmo de 77 milímetros por año. Esta colisión de placas es responsable de elevar la cadena de los Andes (continúa haciéndolo) y de causar la aparición de los volcanes que están alineados a lo largo de la zona.[cita requerida]
Por otro lado, la placa sudamericana en su parte septentrional, subduce por debajo del límite oriental de la placa del Caribe generando el arco de islas del Caribe y tiene un borde principalmente transcurrente lateral dextral en el límite meridional de la placa del Caribe. Al comparar el desplazamiento relativo con la placa del Caribe, encontramos que la placa sudamericana se desplaza hacia el occidente 21 mm/año más rápido.